# Tadeusz Tołłoczko
Tadeusz Stanisław Tołłoczko (ur. 31 lipca 1929 w Warszawie) – polski lekarz, chirurg i endokrynolog, wykładowca akademicki, profesor nauk medycznych, w latach 1990–1996 rektor Akademii Medycznej w Warszawie.

## Życiorys
Studia rozpoczął na Wydziale Lekarskim Uniwersytetu Warszawskiego, w 1952 został absolwentem stołecznej Akademii Medycznej. W 1963 na podstawie pracy pt. Anatomia chirurgiczna przytarczyc i jej znaczenie w taktyce operacyjnego leczenia ich nadczynności uzyskał stopień naukowy doktora, w 1969 został doktorem habilitowanym (na podstawie pracy pt. Rozpoznawanie i leczenie pierwotnej nadczynności przytarczyc). W 1975 został mianowany docentem, w 1980 uzyskał tytuł naukowy profesora nadzwyczajnego nauk medycznych, w 1991 został profesorem zwyczajnym w tej dziedzinie. W 1960 uzyskał specjalizację z chirurgii ogólnej pierwszego stopnia, a w 1965 – drugiego stopnia. W 1998 specjalizował się także w zakresie endokrynologii.
Pracę zawodową rozpoczął w Szpitalu Chirurgii Kostnej w Konstancinie. W 1956 został zatrudniony w I Klinice Chirurgicznej Akademii Medycznej w Warszawie. Na tej uczelni (później w ramach Katedry i Kliniki Chirurgii Ogólnej, Naczyniowej i Transplantacyjnej) obejmował kolejne stanowiska naukowe (w tym profesora zwyczajnego). Od 1974 był ordynatorem i kierownikiem Kliniki Chirurgicznej II Wydziału Lekarskiego Akademii Medycznej. Od 1981 do 1984 pełnił funkcję prorektora warszawskiej AM, w latach 1990–1996 przed dwie kadencje był rektorem tej uczelni. W 1999 przeszedł na emeryturę.
Tadeusz Tołłoczko był pierwszym lekarzem w Polsce, który wykonał operację u chorego z pierwotną nadczynnością przytarczyc, rozpoznaną poprzez aktywne poszukiwania choroby w grupie ponad 500 chorych z kamicą nerkową. Łącznie przeprowadził około 900 operacji pierwotnej oraz wtórnej nadczynności przytarczyc. Kierowana przez niego klinika była pierwszą w Polsce, która wprowadziła do praktyki klinicznej zabiegi transplantacji (przeszczepienie nerek). Tadeusz Tołłoczko jest także twórcą standardów w zakresie przeciwdziałania i zwalczania zakażeń chirurgicznych.
W 1988 został członkiem zwyczajnym Towarzystwa Naukowego Warszawskiego, a w 2008 członkiem korespondentem Polskiej Akademii Umiejętności. Był członkiem kilku komitetów naukowych Polskiej Akademii Nauk: Komitetu Patofizjologii Klinicznej PAN (i jego przewodniczącym w latach 1996–2006), Komitetu Nauk Klinicznych PAN, Komitetu Bioetyki PAN, Komitetu Etyki w Nauce PAN oraz Komitetu Prognoz „Polska 2000 Plus”. Pełnił funkcję sekretarza generalnego Towarzystwa Chirurgów Polskich. Należał także do branżowych organizacji międzynarodowych. W latach 1993–1995 był przewodniczącym Rady ds. Ochrony Zdrowia przy prezydencie RP.
W 1997 bez powodzenia ubiegał się o mandat posła na Sejm w okręgu warszawskim z listy Polskiego Stronnictwa Ludowego.
Autor publikacji Chirurg. Więcej niż zawód (2019).

## Odznaczenia i wyróżnienia
- Krzyż Komandorski z Gwiazdą Orderu Odrodzenia Polski (2010)[7]
- Krzyż Komandorski Orderu Odrodzenia Polski (1999)[8]
- Krzyż Kawalerski Orderu Odrodzenia Polski (1978)[1]
- Złoty Krzyż Zasługi (1976)[1]
- Srebrny Krzyż Zasługi (1973)[1]
- Medal 100-lecia Odzyskania Niepodległości (2019)[9]
- Doktor honoris causa Uniwersytetu Medycznego w Łodzi (2007)[10]
- członkostwo honorowe Towarzystwa Chirurgów Polskich (1994), Polskiego Towarzystwa Zakażeń Szpitalnych (1994), Polskiego Towarzystwa Lekarskiego (2006)